# Chad Durbin

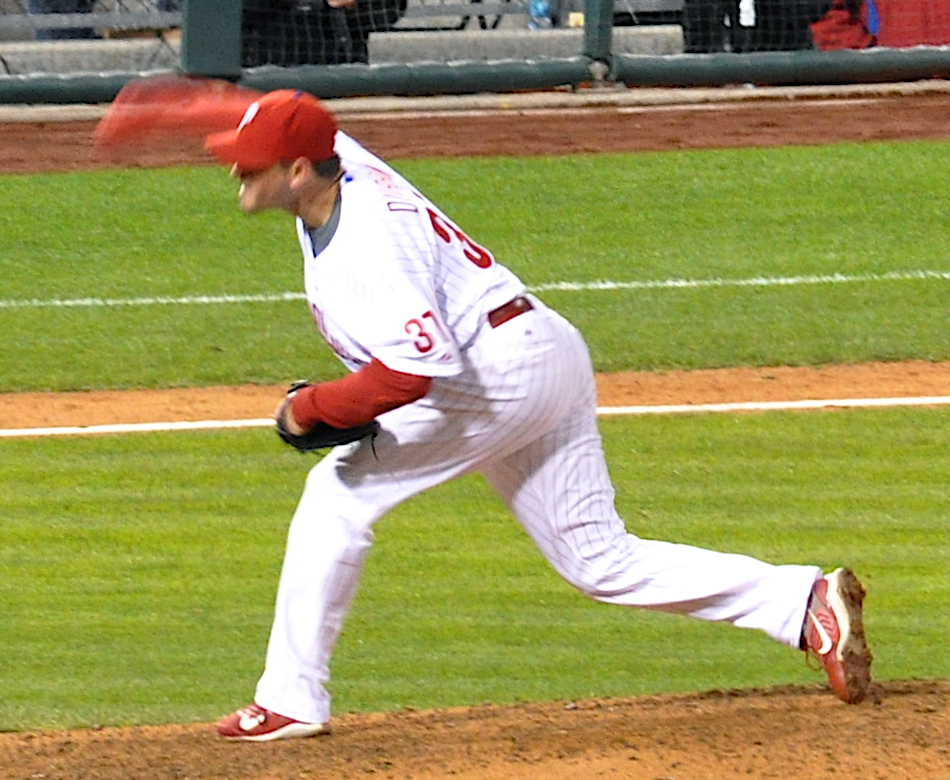
Foto do jogador de beisebol Chad Durbin.

Chad Griffin Durbin (3 de dezembro de 1977) é um jogador profissional de beisebol estadunidense.

## Carreira
Chad Durbin foi campeão da World Series 2008 jogando pelo Philadelphia Phillies. Na série de partidas decisiva, sua equipe venceu o Tampa Bay Rays por 4 jogos a 1.